# Esqui aquático nos Jogos Pan-Americanos de 2011 - Rampa feminino
A competição da rampa feminino foi um dos eventos do esqui aquático nos Jogos Pan-Americanos de 2011, em Guadalajara. Foi disputada na Pista de Esqui Aquático de Boca Laguna nos dias 21 e 23 de outubro.

## Calendário
Horário local (UTC-6).
| Data          | Horário | Fase         |
| ------------- | ------- | ------------ |
| 21 de outubro | 9:00    | Preliminares |
| 23 de outubro | 9:00    | Finais       |

## Medalhistas
| Ouro   | USA Regina Jaquess     |
| Prata  | CAN Whitney McClintock |
| Bronze | CAN Karen Stevens      |

## Resultados

### Preliminares
As seis melhores atletas se classificaram para a final.
| Pos. | Nome               | País               | Pontuação | Obs. |
| ---- | ------------------ | ------------------ | --------- | ---- |
| 1    | Regina Jaquess     | USA Estados Unidos | 47.70     | q    |
| 2    | Whitney McClintock | CAN Canadá         | 46.90     | q    |
| 3    | María Cuglievan    | PER Peru           | 41.30     | q    |
| 4    | Karen Stevens      | CAN Canadá         | 40.10     | q    |
| 5    | Tiare Miranda      | CHI Chile          | 35.90     | q    |
| 6    | Sandra Chapoy      | MEX México         | 34.40     | q    |
|      | María Linares      | COL Colômbia       |           | DNS  |

### Finais
| Pos.              | Nome               | País               | Pontuação |
| ----------------- | ------------------ | ------------------ | --------- |
| Medalha de ouro   | Regina Jaquess     | USA Estados Unidos | 50.60     |
| Medalha de prata  | Whitney McClintock | CAN Canadá         | 50.50     |
| Medalha de bronze | Karen Stevens      | CAN Canadá         | 41.10     |
| 4                 | María Cuglievan    | PER Peru           | 41.00     |
| 5                 | Tiare Miranda      | CHI Chile          | 38.40     |
| 6                 | Sandra Chapoy      | MEX México         | 35.50     |

Legenda
| Recorde mundial      | Recorde mundial (World record)               |                       | Recorde africano                      | Recorde africano (African) |                                           | Q | Classificado por posição (Qualified) |
| Recorde olímpico     | Recorde olímpico (Olympic record)            | Recorde da América    | Recorde da América (Americas)         | q                          | Classificado por melhor tempo (Qualified) |   |                                      |
| Melhor marca do ano  | Melhor marca do ano (World leading)          | Recorde asiático      | Recorde asiático (Asian)              | DNS                        | Não largou (Did not start)                |   |                                      |
| Recorde nacional     | Recorde nacional (National record)           | Recorde europeu       | Recorde europeu (European)            | DNF                        | Não terminou (Did not finish)             |   |                                      |
| Recorde pessoal      | Recorde pessoal do atleta (Personal best)    | Recorde da Oceania    | Recorde da Oceania (Oceania)          | DSQ / DQ                   | Desclassificado (Disqualified)            |   |                                      |
| Recorde da temporada | Recorde da temporada do atleta (Season best) | Recorde sul-americano | Recorde sul-americano (South America) | NM                         | Sem marca (No mark)                       |   |                                      |